# Bresse Nord Intercom'
Bresse Nord Intercom’ est une communauté de communes française, située dans le département de Saône-et-Loire en région Bourgogne-Franche-Comté.

## Historique
La communauté de communes du canton de Pierre-de-Bresse est créée par arrêté préfectoral le 8 décembre 1993 en prenant la suite du SIVOM qui existait sur le territoire depuis 1987.
Initialement composée de 14 communes, la communauté de communes a vu son périmètre augmenter avec l’adhésion supplémentaire de deux communes en 1996 et 2001.
En février 2017, elle change de nom pour celui de Bresse Nord Intercom’ non sans rappeler la dénomination de l'intercommunalité voisine Bresse Louhannaise Intercom'.

## Territoire communautaire

### Composition
La communauté de communes est composée des 16 communes suivantes :

| Nom                       | Code Insee | Gentilé        | Superficie (km2) | Population (dernière pop. légale) | Densité (hab./km2) |
| ------------------------- | ---------- | -------------- | ---------------- | --------------------------------- | ------------------ |
| Pierre-de-Bresse (siège)  | 71351      | Pierrois       | 28,06            | 1 945 (2022)                      | 69                 |
| Authumes                  | 71013      | Authumois      | 12,88            | 286 (2022)                        | 22                 |
| Beauvernois               | 71028      | Belvernoisiens | 8,94             | 103 (2022)                        | 12                 |
| Bellevesvre               | 71029      | Balusais       | 7,13             | 306 (2022)                        | 43                 |
| La Chapelle-Saint-Sauveur | 71093      |                | 27,36            | 641 (2022)                        | 23                 |
| Charette-Varennes         | 71101      |                | 16,47            | 434 (2022)                        | 26                 |
| La Chaux                  | 71121      |                | 11               | 323 (2022)                        | 29                 |
| Dampierre-en-Bresse       | 71168      |                | 11,09            | 173 (2022)                        | 16                 |
| Fretterans                | 71207      | Fretteranais   | 10,27            | 282 (2022)                        | 27                 |
| Frontenard                | 71208      | Frontenaisiens | 12,31            | 204 (2022)                        | 17                 |
| Lays-sur-le-Doubs         | 71254      |                | 10,38            | 162 (2022)                        | 16                 |
| Mouthier-en-Bresse        | 71326      | Moustiérois    | 30,32            | 428 (2022)                        | 14                 |
| Pourlans                  | 71357      | Pourlantins    | 16,04            | 220 (2022)                        | 14                 |
| La Racineuse              | 71364      |                | 7,11             | 172 (2022)                        | 24                 |
| Saint-Bonnet-en-Bresse    | 71396      |                | 17,61            | 489 (2022)                        | 28                 |
| Torpes                    | 71541      |                | 15,7             | 376 (2022)                        | 24                 |

### Démographie
| 1968  | 1975  | 1982  | 1990  | 1999  | 2009  | 2014  | 2020  |
| ----- | ----- | ----- | ----- | ----- | ----- | ----- | ----- |
| 8 084 | 7 479 | 6 827 | 6 304 | 6 094 | 6 386 | 6 537 | 6 537 |

## Administration

### Siège
Le siège de la communauté de communes est situé à Pierre-de-Bresse.

### Les élus
Le conseil communautaire de la communauté de communes se compose de 27 conseillers, élus pour une durée de six ans.
Ils sont répartis comme suit :
| Nombre de conseillers | Communes                                  |
| --------------------- | ----------------------------------------- |
| 8                     | Pierre-de-Bresse                          |
| 3                     | La Chapelle-Saint-Sauveur                 |
| 2                     | Saint-Bonnet-en-Bresse, Charette-Varennes |
| 1 (+1 suppléant)      | les 12 autres communes                    |

### Présidence
| Période                                  | Période      | Identité        | Étiquette | Qualité                                          |
| ---------------------------------------- | ------------ | --------------- | --------- | ------------------------------------------------ |
| Les données manquantes sont à compléter. |              |                 |           |                                                  |
| 2008                                     | juillet 2020 | Jacques Guiton  | UMP-LR    | Maire de La Chapelle-Saint-Sauveur (1989 → 2020) |
| juillet 2020                             | En cours     | Régis Girardeau |           | Maire de La Racineuse (2001 → )                  |

### Régime fiscal et budget
Le régime fiscal de la communauté de communes est la fiscalité additionnelle sans fiscalité professionnelle de zone et sans fiscalité professionnelle sur les éoliennes.